# Измайловские пруды
Изма́йловские пруды — цепь прудов в Восточном административном округе города Москвы. Расположены на территории Измайловского лесопарка вблизи реки Серебрянки. Известны с конца XVII века. Представляют собой каскад из 13 водоёмов, соединённых между собой протоками. Общая площадь Измайловских прудов — 0,422 км².

## История
Пруды в районе нынешнего Измайловского парка известны с конца XVII века и были созданы как часть системы гидросооружений на реке Серебрянке. Каждый пруд имел своё название: Просянский, Серебряно-Виноградный, Декоративный, Ольняный, Красный, Лебедянский, Совхозный, Собачий. В этом же столетии в парке обустроили большое садоводство, пчеловодство и хмелеводство, выстроены мельницы для перемалывания муки. Были поставлены сараи для сушки льна и хлеба, а также льняной и стеклянный заводы.
Во времена Алексея Михайловича и Фёдора Алексеевича в царской резиденции Измайлово только для разведения рыбы по одним данным было 37 прудов, по другим — 20.

## Комплекс прудов
В настоящее время к Измайловским прудам причисляются 13 водоёмов общей площадью 0,422 км². Биолог Юрий Насимович относит к Измайловским прудам 14 водоёмов, за вычетом системы Терлецких прудов — 9. Некоторые исследователи учитывают также и ныне не существующие Хапиловские пруды, которые были осушены во времена правления Павла I.
По сведениям историка Василия Кругликова в Измайловской вотчине во второй половине XVII века, находились следующие пруды:
- Стеклянный (для нужд стекольного завода)
- Пиявочный (для разведения медицинских пиявок)
- Зверинецкий (для большого Измайловского зверинца)
- Просянский (по названию Просянского сада, где разводили полевые сельскохозяйственные культуры, в том числе просо)
- Белевский пруд
- Дворцовый пруд
- Новослободские пруды
- Хохловский пруд
- Соболевские пруды
- Каменный пруд
- Хапиловский пруд
- Измайловский пруд
- Косинский пруд
- Липитинские пруды
- Строкинский пруд
- Золотой пруд
- Харигозинский пруд
- пруды на Измайловском острове
- пруды в Виноградном саду
- пруд под Житным двором
- пруд в земляничнике
- пруд под тутовым садом[6]

### Современность
Серебряно-Виноградный пруд
Считается старейшим и крупнейшим прудом в каскаде. Средняя глубина 2-3 метра. Питание происходит за счёт грунтовых и поверхностных вод, а также из водопровода. Ранее были раздельными. Своё название получили от реки Серебрянки частью русла которой был раньше Серебряный пруд, а вокруг Виноградного пруда выращивали плодоносящие фруктовые деревья. Общая площадь пруда составляет 17,5 га.
Лебедянский пруд
Ранее назывался Лебедевским прудом, потому что в XVII веке на нём содержали лебедей. Площадь пруда составляет 16 га, считается вторым по размеру в каскаде Измайловских прудов. Средняя глубина 2-3 метра. Питание происходит так же, как и в Серебряно-Виноградном пруду. В настоящее время используется как место отдыха.
Красный пруд
Название получил из-за близости к царскому (красному) двору. Берега пруда естественные. В нём разрешено купание.
Олений пруд
Пруд выкопали более 300 лет назад, чтобы замачивать лён, который мяли в льняном дворе неподалёку. На месте бывшей льняной фабрики в годы Первой Мировой войны построили пороховой завод. В 1916 году на заводе случился взрыв. Огромные валы земли вокруг Оленьего пруда остались после него. В настоящее время сохранился фундамент одного из пороховых корпусов.
Декоративный пруд
Комплекс из трёх прудов, соединённых протоками. Первый пруд соединён также с Оленьим. Часть берега Декоративного пруда — это бетонная плотина. У второго и третьего водоёма берега относительно крутые и частично забетонированы. Глубина воды у берега третьего пруда около 50 см. Вокруг пруда проложена прогулочная дорожка.
Круглый пруд
Ранее назывался Софроновским, располагается в западной части Измайловского парка. Берега пруда забетонированы. В центре находится остров.
Терлецкие пруды
Названы в честь генерала Александра Торлецкого, который приобрёл и обустроил местность, представляют собой пять водоёмов, созданных в период с XVIII века до начала XX века.
Собачий или Большой Ивановский пруд
В настоящее время пруд является стокоприёмником. В месте выхода вод пруда на территорию парка были установлены очистные сооружения.
Пруды находятся под наблюдением «Мосводостока».

## Экология
В настоящее время вода прудов сильно загрязнена. Возле них установлены таблички, запрещающие купаться, которые отдыхающие обычно игнорируют.
В качестве водоохранных мер реки Серебрянки при её выходе из коллектора на территорию парка построены очистные сооружения, поэтому в Лебедянский пруд поступает только чистая вода. Регулярно на нём отдыхают рыбаки. Несмотря на это, Департаментом природопользования и охраны окружающей среды была зафиксирована гибель рыбы.
По информации ГПБУ «Мосприрода», недалеко от Измайловского парка был обнаружен краснокнижный чёрный дятел (желна), места гнездовья этих птиц обычно в долине реки Серебрянки. В лесопарке проживают занесённые в Красную книгу Москвы большой пёстрый и белоспинный дятлы, а также ястреб-перепелятник.
В 2005 году были замечены кряква и обыкновенный гоголь с потомством. Реже можно наблюдать огаря.